# Allosaurider
Allosaurider är en familj köttätande dinosaurier som tillhör ordningen theropoder (underordning carnosaurier), den grupp som innehåller i stort sett alla köttätande dinosaurier. Släktena som ingår i familjen, Allosaurus, Saurophaganax och Epanterias, ses ibland allihopa som former av ett och samma släkte, Allosaurus.

## Morfologi
Allosauriderna var som alla andra theropoder (stora som små) tvåbenta tågångare. De hade långa svansar, jättelika huvuden (det kunde bli över 1,5 meter långt), enorma huggtänder och klor på benen. Djuren gick ganska kraftigt framåtlutande, ryggen hölls nästan parallellt med marken.

## Levnadssätt
Spårfossil som man har hittat tyder på att denna typ av dinosaurie ofta jagade i flock. Det har länge debatterats huruvida de största theropoderna var slöa och ganska ofarliga asätare eller aktiva jägare. Nya fynd tyder starkt på att flockar med de största allosauriderna faktiskt angrep de allra största sauropoderna. Fynd av den nyligen beskrivna Mapusaurus där många individer tycks ha levt och dött tillsammans har ytterligare stärkt denna ståndpunkt.[källa behövs]